# Lipokalzinogranulomatose

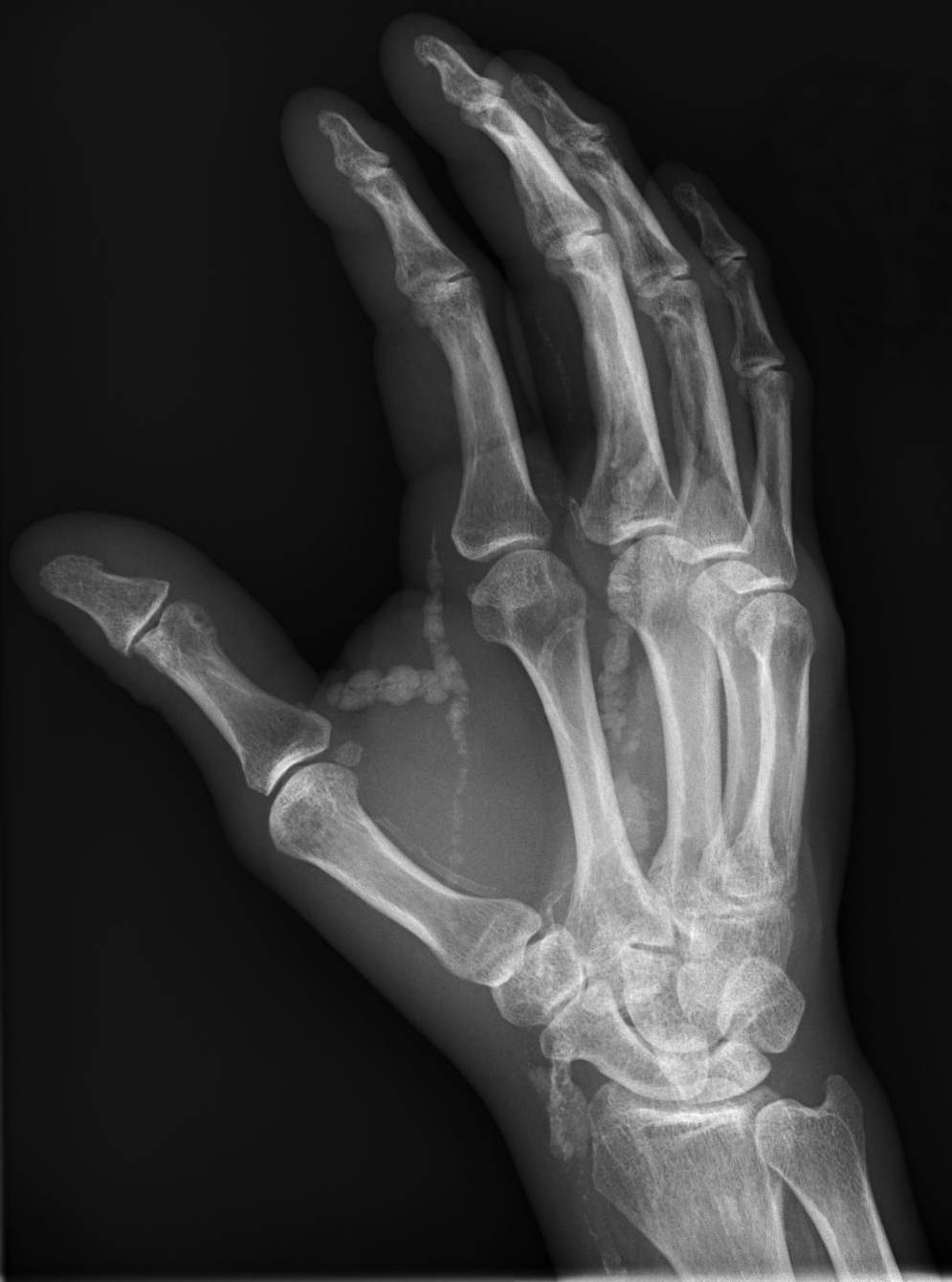
Lipokalzinogranulomatose im Weichteil der Hand

Die Lipokalzinogranulomatose ist eine sehr seltene Erkrankung mit den Hauptmerkmalen subkutaner Kalkeinlagerungen in der Nähe großer Gelenke.
Synonyme sind: Lipokalzinogranulomatose Teutschlaender; Lip(o)idcalcinosis progrediens; tumoröse Kalzinose; Teutschländer-Syndrom; lateinisch Calcinosis universalis; Lipocalcinogranulomatosis; Lipoidcalcinosis progrediens; calcinosis-dystrophica-disseminierte; calcinosis lipogranulomatosa progrediens, lipocalcinosis progrediens; englisch tumoral calcinosis; lipoid calcium gout; Teutschländer's syndrome
Die Erstbeschreibung stammt aus dem Jahre 1935 durch Otto Teutschländer.

## Verbreitung
Die Häufigkeit ist nicht bekannt, bislang wurde über mehr als 200 Betroffene berichtet. Es wird ein – zumindest teilweiser – autosomal-dominanter Erbgang angenommen.
Überwiegend sind Afrikaner betroffen, es soll regionale Häufungen geben.
Frauen sind häufiger betroffen.

## Ursache
Es wird eine gutartige (erbliche) Störung des Calcium- und Phosphathaushaltes angenommen.

## Klinische Erscheinungen
Klinische Kriterien sind:
- Manifestation besonders im 1. und 2. Lebensjahrzehnt
- ausgeprägte Kalkeinlagerungen im Bindegewebe dermal und subkutan sowie in der Muskulatur ohne Vorschädigung
- bei fortschreitender  begleitender Entzündungsreaktion kann es zur Perforation mit Austreten von milchig-kalziumhaltiger bis eitriger Substanzen (Lipokalzinogranulomatose) kommen
- an mehreren Stellen meist in Gelenknähe oder von Schleimbeuteln ausgehend
- eventuell vorausgehende Exantheme
- es entwickeln sich schnell wachsende verkalkende Bindegewebstumoren
- nach der Pubertät Tendenz zur Besserung

Ferner kann eine Gingivitis, Heiserkeit oder Kalkstreifen in der Retina, eventuell auch in den großen Gefäßen auftreten.

## Diagnose
Die Ausscheidung von Calcium ist vermindert, im Blutserum finden sich erhöhte Cholecalciferolwerte bei normalen Calciumwerten. Eine Hyperphosphatämie kann, muss aber nicht vorliegen.
Der Nachweis der Verkalkungen kann bildgebend erfolgen, am deutlichsten auf dem Röntgenbild.

## Differentialdiagnose
Abzugrenzen sind:
- Chronisches Nierenversagen
- Dermatomyositis
- Fibrodysplasia ossificans progressiva
- Fibröse Dysplasie
- Gicht
- Hyperparathyreoidismus
- Hypervitaminose D
- Milch-Alkali-Syndrom
- Pseudoxanthoma elasticum
- Sarkoidose
- Thibièrge-Weissenbach-Syndrom
- Systemische Sklerose

## Therapie
Eine zielgerichtete Behandlung ist nicht bekannt. Ausgeprägte Entzündungsreaktionen können mit Glucocorticoiden eingedämmt, schmerzhafte Läsionen operativ entfernt werden.

## Verlauf
Der Verlauf ist üblicherweise chronisch, Sekundärinfektionen können zum Tode führen.